# Соловьи (Куженерский район)
Соловьи (мар. Шӱшпык) — деревня в Куженерском районе Республики Марий Эл. Входит в состав Шорсолинского сельского поселения.

## География
Находится в северо-восточной части республики Марий Эл на расстоянии приблизительно 6 км на юго-восток от районного центра посёлка Куженер.

## История
Деревня возникла в 1930-е годы, основана переселенцами из деревни Мари-Шои. В 1973 году здесь было 22 двора, в 2005 году в деревне было отмечено 10 дворов. В советское время работал колхоз «Волна революции».

## Население
Население составляло 23 человека (мари 100 %) в 2002 году, 7 в 2010.